# Нільс Раммінг
Нільс Ра́ммінг (швед. Nils Ramming, нар. 28 березня 2007, Лондон, Велика Британія) — шведський футболіст, воротар німецького клубу «Айнтрахт».

## Біографія
Нільс Раммінг народився в Лондоні в інтернаціональній шведсько-німецькій родині. У дитинстві Нільс займався крикетом, регбі та тенісом. У віці десяти років разом з родиною Нільс переїхав до Німеччини.

## Ігрова кар'єра

### Клубна
Грати у футбол Раммінг почав в академії лондонського клубу «Лейтон Орієнт». Після переїзду до Німеччини Нільс продовжив заняття футболом і в 2019 році приєднався до молодіжної команди клубу Бундесліги «Айнтрахт» з Франкфурта. 
У 2024 році Раммінг був підвищений до резервного складу «Айнтрахта». 27 липня 2024 року Раммінг провів першу гру за другий склад «Айнтрахта» в Регіональній лізі. Також Раммінг був у заявці першої команди «Айнтрахта» на матчі єврокубків сезонів 2023/24 і 2024/25.

### Збірна
Влітку 2024 року в складі юнацької збірної Швеції (U-17) Нільс Раммінг брав участь у юнацькому чемпіонаті Європи на Кіпрі.